# Ports Francs et Entrepôts de Genève
Le port franc de Genève, ou selon le registre du commerce les Ports Francs et Entrepôts de Genève SA est un complexe d'entrepôts situé à Genève, en Suisse, pour le stockage d'œuvres d'art et d'autres objets de valeur et de collection. C'est le plus ancien port franc. La valeur de sa collection d'art est estimée à 100 milliards de dollars américains,.
Le site est devenu l'une des installations de stockage préférées des élites internationales en raison de l'opacité des lois suisses sur le stockage et les douanes, mais il a depuis été surveillé pour son rôle  dans le commerce d'antiquités pillées et dans des systèmes de blanchiment d'argent. La surveillance s'est accrue depuis la publication des Panama Papers en 2016. Des lois récentes adoptées en Suisse visent à accroître la transparence sur le contenu du port franc et à décourager le stockage à long terme d'objets.

## Histoire
Les origines du port franc datent de 1888. Durant son histoire, il s'est doté des « traditions opaques de la banque suisse ». Les ports francs ont pour objectif pour réduire les étapes des échanges commerciaux en diminuant le nombre de moments durant lesquels certains droits de douane ou taxes peuvent être perçus. Toutes les marchandises stockées dans les ports francs sont considérées comme étant « en transit », ce qui signifie qu'un propriétaire reporte tous les droits de douane et impôts jusqu'à ce que les marchandises quittent l'entrepôt.
Selon le magazine The New Yorker, un homme d'affaires suisse, Yves Bouvier, patron de Natural Le Coultre, a été le pionnier du concept de port franc parallèle au marché de l'art, faisant de sa société de transport maritime le plus grand locataire du port franc, avec un espace de stockage loué de plus de 20 000 m2 depuis 2013. Le canton de Genève est l'actionnaire majoritaire du port franc de Genève, mais loue l'installation à une entreprise privée qui l'exploite. En 2013, le port franc conservait environ 1,2 million d'œuvres d'art, dont environ un millier d'œuvres de Pablo Picasso. En plus des œuvres d'art et de lingots d'or, l'établissement contient environ trois millions de bouteilles de vin.
En 2009, la première galerie à l'intérieur du port franc a été ouverte par Simon Studer. En 2013, il a été annoncé qu'une extension de 10 000 m2 ouvrirait en 2014.

## Lois régissant les ports francs de Genève
Les ports francs suisses sont soumis à peu de réglementation gouvernementale. Cependant, depuis la découverte d'antiquités égyptiennes la Suisse a commencé à promulguer des lois plus strictes concernant les ports francs et les objets qu'ils contiennent. En 2003, la Loi fédérale sur le transfert international des biens culturels (Loi sur le transfert des biens culturels, LTBC) a permis à la Suisse de ratifier la Convention de l’UNESCO de 1970 sur les moyens d'interdire et de prévenir l'importation, l'exportation et le transfert de propriété illicites de biens culturels. L'ordonnance du 13 avril 2005 sur le transfert international des biens culturels (Ordonnance sur le transfert des biens culturels, OTBC) exige que tous les biens culturels importés en Suisse fassent l'objet d'une déclaration de leur origine, de leur propriétaire et de leur valeur. Depuis 2009, la loi suisse oblige les responsables des ports francs à tenir des inventaires du contenu de l'entrepôt et des identités des propriétaires, tout en donnant aux douaniers la capacité de procéder à des inspections.
À la suite de la mise en œuvre de ces lois, le port franc de Genève a été impliqué dans d'autres affaires concernant des antiquités pillées et des œuvres d'art volées. Pour tenter de fermer les voies du commerce des biens culturels illicites, la Suisse a adopté une nouvelle réglementation en 2016 contre le blanchiment d'argent.

## Réaction dans le monde de l'art
Décrite comme la « plus grande collection d'art que personne ne peut voir », des personnalités du monde de l'art ont soulevé leur préoccupation quant au fait que de nombreuses et inestimables œuvres d'art soient stockées loin de la vue du public et traitées comme un investissement. Eli Broad, un grand collectionneur d'art contemporain, a déclaré que « traiter l'art comme une marchandise et simplement le cacher dans des entrepôts est quelque chose qui, pour moi, n'est pas vraiment moral ».